# Serie A 2015-2016 (calcio a 5)
Il campionato di Serie A 2015-2016 è stato il ventisettesimo campionato di Serie A e la trentatreesima manifestazione nazionale che assegna il titolo di campione d'Italia. La stagione regolare ha preso avvio il 19 settembre 2015 e si è conclusa il 16 aprile 2016, prolungandosi fino al 7 con la disputa delle partite di spareggio. Anche in questa edizione il calendario prevede il turno di riposo poiché la Commissione di Vigilanza delle Società Dilettantistiche ha bocciato la domanda di iscrizione dell'Orte, ripartito dalla Serie B. A parità di punteggio fra due o più squadre, la graduatoria finale sarà determinata in base alla classifica avulsa (stesso parametro valevole anche al termine del girone d'andata, per definire le otto formazioni qualificate alla Coppa Italia). I criteri imposti seguiti sono: punti ottenuti negli scontri diretti, differenza reti negli scontri diretti, differenza reti generale, reti realizzate in generale, sorteggio. Rimasta immutata la formula dei play-off (le prime otto classificate accedono direttamente agli spareggi-scudetto) è invece variato il numero di retrocessioni: scenderanno in Serie A2 l'ultima squadra classifica al termine della stagione regolare e la perdente delle gare di play-out tra la dodicesima e l'undicesima classificata. Qualora tra queste vi siano 11 o più punti di differenza, i play-out non avranno luogo e retrocederà direttamente la dodicesima classificata. La società campione d'Italia otterrà il diritto di partecipare alla Coppa UEFA 2016-17. Anche per questa stagione il pallone ufficiale del campionato è il Bola Futsal fornito da AGLA, sponsor tecnico della Divisione Calcio a 5. Nelle gare del campionato di Serie A, comprese le gare dei play-off e play-out, è fatto obbligo alle società di impiegare almeno cinque calciatori formati in Italia cioè tesserati per la FIGC prima del compimento del diciottesimo anno di età. Nelle stesse gare è inoltre fatto obbligo di impiegare almeno quattro calciatori che siano cittadini italiani di cui almeno uno nato dal 1º gennaio 1993.

## Stagione
L'inedito campionato a 13 squadre, causato dal forfait dell'Orte che è ripartito dalla Serie B, si riduce ulteriormente con l'esclusione del Cosenza, che dopo i primi due incontri, non manda più in campo la squadra perché incapace di pagare gli stipendi dei tesserati. Il doppio turno di riposo inserito nel calendario produce una classifica in continuo rimescolamento, nella quale si fatica a capire quali siano i reali potenziali delle squadre. Nel girone di andata Asti e Pescara si nascondono, lasciando alle neopromosse il compito di trainare il gruppo. Oltre a Lazio e Napoli, in questa prima fase anche la Luparense si trova invischiata nelle retrovie: il cambio di allenatore e il ritorno sul mercato durante la sosta invernale - nella quale arrivano il fenomeno Foglia e l'ottimo Bissoni - invertono però il cammino dei veneti, che in primavera scalano la classifica fino a raggiungere un'insperata qualificazione play-off. La vera sorpresa della stagione è però il Real Rieti: pur essendo priva di elementi di spicco, la solida compagine sabina per lunghi tratti contende il primato ad Asti e Pescara, cedendo loro il passo solamente nelle ultime giornate. Il confronto decisivo tra le due corazzate avviene all'ultima giornata: i piemontesi regolano gli avversari con un secco 4-1, chiudendo la stagione regolare al primo posto. Nonostante la flessione nel girone di ritorno, Montesilvano e Carlisport Cogianco riescono a difendere il piazzamento play-off, da cui rimane escluso il Latina. Il Corigliano, risucchiato nei bassifondi dopo otto sconfitte consecutive, trova nel finale i punti che condannano Lazio e Napoli alla disputa dei play-out, stravinti dai partenopei contro un avversario ormai rassegnato alla retrocessione. Giunto stremato ai play-off, il Pescara viene eliminato già nei quarti dalla rinata Luparense mentre l'Asti ha la meglio su una brillante Carlisport Cogianco solamente in virtù della miglior posizione in classifica; A&S e Real Rieti si sbarazzano con relativa semplicità di Kaos e Montesilvano. Entrambe le semifinali si rivelano equilibrate, necessitando della terza gara per stabilire le squadre vincitrici: per la prima volta nella propria storia, Asti e Real Rieti raggiungono la finale play-off, escludendo entrambe le più esperte contendenti.

## Avvenimenti

### Novità
Il primo campionato di Serie A a 13 squadre è testimone del ritorno del Montesilvano dopo due stagioni di assenza. Quella abruzzese è la formazione primatista per presenze nella massima serie (22 edizioni), seguita dalla Lazio a due lunghezze di distanza. Proprio al PalaRoma si giocheranno le uniche stracittadine della stagione, che vedranno i gabbiani opposti ai cugini dell'Acqua&Sapone. L'Atletico Belvedere e la Carlisport Cogianco sono invece al debutto in Serie A; i calabresi durante l'estate hanno cambiato denominazione in "Cosenza Futsal", spostando la propria sede sociale e il campo di gioco nel capoluogo bruzio. Anche il Fabrizio ha modificato la propria ragione e i colori sociali, diventando "FC5 Corigliano Futsal" per meglio rappresentare la città di Corigliano Calabro. A un anno di distanza dalla partnership tra le società, la Lazio ha inglobato definitivamente L'Acquedotto mentre la Luparense, costituitasi a polisportiva, ha incorporato l'omonima squadra di calcio cittadina, l'Atletico San Paolo Padova e il Gruppo Fassina Calcio a Cinque. Dopo un ventennio, la squadra abbandona le note divise bianco-blu per adottare il rosso-blu della tradizione cittadina.

### Trasferimenti
I pronostici della stagione 2015-16 vedono Asti e Pescara nettamente favorite sulle altre squadre. Perso il capitano Morgado, tornato a Montesilvano, i campioni d'Italia arricchiscono la propria formazione con l'innesto dei tre fuoriclasse dell'Acqua e Sapone:  Cuzzolino, Calderolli e Borruto. I piemontesi salutano Fortino e Jonas sostituiti con due dei protagonisti dello scorso campionato: il capocannoniere Crema e il trascinatore Edgar Bertoni. Oltre all'esperto oriundo, il Kaos perde anche il capitano André Ferreira ma si rafforza con l'arrivo di Duio, Peric e Schininà. La stagione deludente impone la rifondazione dell'Acqua e Sapone che del quintetto titolare conferma solamente Mammarella e Murilo. Per tamponare le cessioni eccellenti (oltre ai pescaresi, parte anche Cavinato) viene ingaggiato il jolly Jonas e gli spagnoli Burrito e Mimì. In generale, è però l'intera serie A che aumenta il proprio livello tecnico: il Latina riporta in Italia Borja Blanco, il Real Rieti punta sull'affidabilità di Saúl ed Héctor; il Corigliano preleva Lemine e riesce a trattenere Vieira; il Napoli perde Milucci ma riporta alla base il pivot Fornari e si assicura le prestazioni del laziale De Bail. Tra le neopromosse, la Carlisport Cogianco assembla un roster importante, assicurandosi Waltinho, Urio e Tobe; il Montesilvano - tornato nella massima serie dopo appena due anni di assenza - riaccoglie Morgado e conferma la fiducia al giovanissimo pivot argentino Rosa; il Cosenza si rinforza con i portoghesi Amilcar e Marcelinho. L'eccezione è rappresentata da Lazio e Luparense: i biancocelesti per il secondo anno consecutivo smantellano la rosa, acquistando principalmente giocatori delle categorie inferiori mentre la dirigenza veneta, distratta dalla costituzione della polisportiva, opera un mercato sottotono, rinunciando a Waltinho e Merlim e puntando sulla consacrazione di Čujec e l'esperienza di Ique.

### Soste
La Divisione Calcio a 5 ha reso noto il calendario del campionato il 12 agosto. Il campionato si fermerà il 5 e il 12 dicembre per le qualificazioni al campionato mondiale, dal 23 gennaio al 13 febbraio per la fase finale del campionato europeo che si giocherà in Serbia, il 5 marzo per la final eight di Coppa Italia, il 16 marzo per l'andata e il 9 aprile per il ritorno della gara di spareggio per l'accesso al Mondiale 2016 in Colombia.

### Penalizzazioni
In questa stagione il Pescara sconta la penalizzazione di un 1 punto in classifica comminatogli dal Tribunale Federale Nazionale nella precedente stagione per il ritardo dei pagamenti nei confronti di un proprio tesserato.

### Esclusione Cosenza
Nell'accettare le dimissioni irrevocabili del proprio presidente e rappresentante legale, in data 12 ottobre 2015 il Futsal Cosenza ha deciso la cessazione dell'attività agonistica con decorrenza immediata. Poiché l'esclusione è intervenuta durante il girone di andata, tutte le gare disputate dalla società non hanno alcun valore ai fini della classifica. Alla società è stata inoltre comminato il massimo della sanzione editale (30.000,00 euro), avendo recato grave pregiudizio allo svolgimento dell'intera manifestazione.

## Squadre partecipanti
| Club           | Città                 | Palazzetto             | Sponsor tecnico | Main Sponsor                               | Stagione 2014-15                                       |
| -------------- | --------------------- | ---------------------- | --------------- | ------------------------------------------ | ------------------------------------------------------ |
| Acqua e Sapone | Montesilvano          | PalaRoma               | Joma            | Acqua&Sapone EmmeGross (articoli tessili)  | 4º posto in Serie A, semifinalista play-off            |
| Montesilvano   | Montesilvano          | PalaRoma               | Joma            | -                                          | 2º posto nel girone A di Serie A2, vincitrice play-off |
| Asti           | Asti                  | Pala San Quirico       | Joma            | Audi Zentrum Asti                          | 3º posto in Serie A, quarti di finale play-off         |
| Cogianco       | Ariccia               | PalaCesaroni (Genzano) | Macron          | Cogianco (edilizia)/Carlisport (logistica) | 2º posto nel girone B di Serie A2, vincitrice play-off |
| Fabrizio       | Corigliano Calabro    | PalaCorigliano         | Agla            | Salumi Madeo                               | 10º posto in Serie A, vincente play-out                |
| Cosenza        | Cosenza               | PalaFerraro            | Legea           | Salumi San Vincenzo                        | 1º posto nel girone B di Serie A2                      |
| Kaos           | Ferrara               | Pala Hilton Pharma     | Macron          | King Kong Oversize (abbigliamento)         | 6º posto in Serie A, finalista play-off                |
| Latina         | Latina                | PalaBianchini          | Legea           | Axed Group (comunicazione)                 | 8º posto in Serie A, quarti di finale play-off         |
| Lazio          | Roma                  | FutsalArena            | Gems            | Euroservice Group (riscossione crediti)    | 7º posto in Serie A, quarti di finale play-off         |
| Luparense      | San Martino di Lupari | Palasport comunale     | Agla            | Gruppo Fassina (automotive)                | 2º posto in Serie A, semifinalista play-off            |
| Napoli         | Napoli                | Centro FIPAV (Cercola) | Joma            | Lollo Caffè                                | 9º posto in Serie A                                    |
| Pescara        | Pescara               | PalaRigopiano          | Gems            | Sagem (mangimi)                            | 1º posto in Serie A, Campione d'Italia                 |
| Real Rieti     | Rieti                 | PalaMalfatti           | Lotto           | -                                          | 5º posto in Serie A, quarti di finale play-off         |

### Allenatori e primatisti
| Squadra             | Allenatore                                                                          | Cannoniere                                 |
| ------------------- | ----------------------------------------------------------------------------------- | ------------------------------------------ |
| Acqua&Sapone        | Massimiliano Bellarte                                                               | Jonas (20+4)                               |
| Asti                | Cafù                                                                                | Júlio De Oliveira (17+4)                   |
| Carlisport Cogianco | Alessio Musti (1ª-23ª) Stefano Esposito (24ª) Juanlu Alonso (play-off)              | Waltinho (15+2)                            |
| Corigliano          | Adelmo Pereira (1ª-10ª) Giovanni Toscano (11ª-26ª)                                  | Alejandro Lemine Arlan Pablo Vieira (14)   |
| Cosenza             | Francesco Cipolla (1ª-3ª)                                                           | nessuno                                    |
| Kaos                | Leopoldo Capurso (1ª-13ª) Velimir Andrejić (14ª-23ª) Julio Fernández (24ª-play-off) | Kaká (28+0)                                |
| Latina              | Piero Basile                                                                        | Lucas Maina (15)                           |
| Lazio               | Massimiliano Mannino                                                                | Pol Pacheco (12+1)                         |
| Luparense           | Valter Ferraro (1ª-7ª) Juan Francisco Fuentes (8ª-play-off)                         | Pablo Taborda (11+1) Daniel Giasson (10+2) |
| Montesilvano        | Antonio Ricci                                                                       | Andrei Bordignon (18+1)                    |
| Napoli              | Ivan Oranges (1ª-9ª) Mauricio De Andrade (10ª) Francesco Cipolla (11ª-play-out)     | Jader Fornari (15+3)                       |
| Pescara             | Fulvio Colini                                                                       | Cristian Borruto (11+0)                    |
| Real Rieti          | David Ceppi (1ª-4ª) Mario Patriarca (6ª-play-off)                                   | Márcio Zanchetta (28+9)                    |

## Stagione regolare

### Classifica[14]
|                               | Pos. | Squadra        | Pt | G  | V  | N | P  | GF | GS  | DR   |
| ----------------------------- | ---- | -------------- | -- | -- | -- | - | -- | -- | --- | ---- |
|                               | 1.   | Asti           | 53 | 24 | 15 | 8 | 1  | 96 | 61  | +35  |
| Vincitrice della Coppa Italia | 2.   | Pescara        | 47 | 24 | 14 | 6 | 4  | 85 | 56  | +29  |
|                               | 3.   | Real Rieti     | 44 | 24 | 14 | 5 | 5  | 88 | 76  | +12  |
|                               | 4.   | Kaos           | 40 | 24 | 11 | 7 | 6  | 83 | 65  | +18  |
|                               | 5.   | Acqua e Sapone | 40 | 24 | 11 | 7 | 6  | 75 | 66  | +9   |
|                               | 6.   | Montesilvano   | 37 | 24 | 10 | 7 | 7  | 78 | 65  | +13  |
|                               | 7.   | Luparense      | 37 | 24 | 9  | 4 | 9  | 75 | 85  | -10  |
|                               | 8.   | Cogianco       | 36 | 24 | 10 | 6 | 8  | 72 | 60  | +12  |
|                               | 9.   | Latina         | 33 | 24 | 10 | 3 | 11 | 71 | 83  | -12  |
|                               | 10.  | Fabrizio       | 25 | 24 | 7  | 4 | 13 | 69 | 112 | -43  |
|                               | 11.  | Lazio          | 20 | 24 | 5  | 5 | 14 | 50 | 87  | -37  |
|                               | 12.  | Napoli         | 19 | 24 | 3  | 4 | 15 | 76 | 102 | -26  |
|                               | 13.  | Cosenza        | 3  | 24 | 1  | 0 | 23 | 4  | 128 | −124 |

### Verdetti finali
- Asti campione d'Italia 2015-16, non iscritto al campionato di Serie A 2016-17, riparte dalla Serie D. Real Rieti qualificato alla Coppa UEFA 2016-17 e alla Supercoppa italiana al posto dei piemontesi.
- Corigliano e Montesilvano (ripartono dalla Serie B) non iscritte al campionato di Serie A 2016-17; Lazio retrocessa in Serie A2 dopo i play-out ma successivamente ripescata.
- Cosenza escluso per cessazione dell'attività agonistica con decorrenza immediata (4ª giornata). Le gare disputate in precedenza dalla società non sono state considerate valide ai fini della classifica[12]. Nelle rimanenti partite di campionato, le società che avrebbero dovuto affrontare il Cosenza hanno osservato un turno di riposo[18].

### Calendario e risultati
| andata  | andata          | 1ª giornata                      | ritorno (14ª) | ritorno (14ª) |
|         |                 |                                  |               |               |
| 18 set. | 6-10            | Latina-Real Rieti                | 1-4           | 18 dic.       |
| 19 set. | 3-3             | Carlisport Cogianco-Montesilvano | 5-5           | 18 dic.       |
| 19 set. | 6-5             | Corigliano-Kaos                  | 3-5           | 18 dic.       |
| 19 set. | 3-3             | Acqua&Sapone-Napoli              | 5-5           | 19 dic.       |
| 19 set. | 7-3             | Asti-Luparense                   | 8-5           | 19 dic.       |
| 19 set. | 1-2             | Lazio-Pescara                    | 0-7           | 19 dic.       |
| 19 set. | riposa: Cosenza |                                  |               | 19 dic.       |

| andata  | andata               | 2ª giornata                    | ritorno (15ª) | ritorno (15ª) |
|         |                      |                                |               |               |
| 25 set. | 3-1                  | Luparense-Lazio                | 2-0           | 29 dic.       |
| 25 set. | 5-5                  | Pescara-Corigliano             | 5-2           | 29 dic.       |
| 26 set. | 4-3                  | Kaos-Latina                    | 2-3           | 29 dic.       |
| 26 set. | 3-6                  | Montesilvano-Cosenza           | 0-6           | 29 dic.       |
| 26 set. | 6-10                 | Napoli-Asti                    | 1-2           | 29 dic.       |
| 27 set. | 0-3                  | Real Rieti-Carlisport Cogianco | 5-3           | 29 dic.       |
| 27 set. | riposa: Acqua&Sapone |                                |               | 29 dic.       |

| andata  | andata               | 3ª giornata              | ritorno (16ª) | ritorno (16ª) |
|         |                      |                          |               |               |
| 2 ott.  | 3-3                  | Asti-Acqua&Sapone        | 3-1           | 5 gen.        |
| 4 ott.  | 6-3                  | Corigliano-Luparense     | 2-6           | 5 gen.        |
| 4 ott.  | 1-3                  | Cosenza-Real Rieti       | 0-6           | 5 gen.        |
| 4 ott.  | 1-1                  | Lazio-Napoli             | 2-5           | 5 gen.        |
| 4 ott.  | 3-3                  | Carlisport Cogianco-Kaos | 2-2           | 4 gen.        |
| 13 ott. | 3-4                  | Latina-Pescara           | 0-8           | 4 gen.        |
| 13 ott. | riposa: Montesilvano |                          |               | 4 gen.        |

| andata  | andata       | 4ª giornata                 | ritorno (17ª) | ritorno (17ª) |
|         |              |                             |               |               |
| 9 ott.  | 4-2          | Pescara-Carlisport Cogianco | 3-2           | 10 gen.       |
| 10 ott. | 2-0          | Acqua&Sapone-Lazio          | 4-3           | 10 gen.       |
| 10 ott. | 6-0          | Kaos-Cosenza                | 0-6           | 10 gen.       |
| 10 ott. | 4-5          | Napoli-Corigliano           | 8-2           | 10 gen.       |
| 10 ott. | 2-4          | Luparense-Latina            | 5-2           | 8 gen.        |
| 11 ott. | 4-4          | Real Rieti-Montesilvano     | 2-1           | 9 gen.        |
| 11 ott. | riposa: Asti |                             |               | 9 gen.        |

| andata  | andata             | 5ª giornata                   | ritorno (18ª) | ritorno (18ª) |
|         |                    |                               |               |               |
| 16 ott. | 6-0                | Montesilvano-Kaos             | 4-7           | 15 gen.       |
| 16 ott. | 6-3                | Latina-Napoli                 | 4-3           | 16 gen.       |
| 17 ott. | 6-1                | Carlisport Cogianco-Luparense | 2-3           | 16 gen.       |
| 17 ott. | 0-8                | Corigliano-Acqua&Sapone       | 5-6           | 16 gen.       |
| 17 ott. | 0-6                | Cosenza-Pescara               | 6-0           | 16 gen.       |
| 17 ott. | 1-1                | Lazio-Asti                    | 3-5           | 16 gen.       |
| 17 ott. | riposa: Real Rieti |                               |               | 16 gen.       |

| andata  | andata        | 6ª giornata                | ritorno (19ª) | ritorno (19ª) |
|         |               |                            |               |               |
| 23 ott. | 2-4           | Kaos-Real Rieti            | 4-1           | 20 gen.       |
| 24 ott. | 4-1           | Acqua&Sapone-Latina        | 3-4           | 20 gen.       |
| 24 ott. | 4-4           | Asti-Corigliano            | 5-1           | 20 gen.       |
| 24 ott. | 6-0           | Luparense-Cosenza          | 0-6           | 20 gen.       |
| 24 ott. | 2-4           | Napoli-Carlisport Cogianco | 1-6           | 20 gen.       |
| 24 ott. | 1-3           | Pescara-Montesilvano       | 3-3           | 20 gen.       |
| 24 ott. | riposa: Lazio |                            |               | 20 gen.       |

| andata  | andata       | 7ª giornata                      | ritorno (20ª) | ritorno (20ª) |
|         |              |                                  |               |               |
| 27 ott. | 2-1          | Carlisport Cogianco-Acqua&Sapone | 2-3           | 19 feb.       |
| 27 ott. | 6-6          | Corigliano-Lazio                 | 2-7           | 20 feb.       |
| 27 ott. | 0-6          | Cosenza-Napoli                   | 6-0           | 20 feb.       |
| 27 ott. | 4-4          | Latina-Asti                      | 3-6           | 20 feb.       |
| 27 ott. | 7-2          | Montesilvano-Luparense           | 3-5           | 20 feb.       |
| 27 ott. | 4-4          | Real Rieti-Pescara               | 2-4           | 21 feb.       |
| 27 ott. | riposa: Kaos |                                  |               | 21 feb.       |

| andata  | andata             | 8ª giornata              | ritorno (21ª) | ritorno (21ª) |
|         |                    |                          |               |               |
| 31 ott. | 6-0                | Acqua&Sapone-Cosenza     | 0-6           | 27 feb.       |
| 31 ott. | 2-5                | Luparense-Real Rieti     | 2-3           | 27 feb.       |
| 31 ott. | 3-5                | Napoli-Montesilvano      | 5-3           | 27 feb.       |
| 31 ott. | 4-4                | Asti-Carlisport Cogianco | 4-2           | 26 feb.       |
| 1 nov.  | 3-5                | Lazio-Latina             | 2-4           | 26 feb.       |
| 1 nov.  | 3-1                | Pescara-Kaos             | 5-5           | 27 feb.       |
| 1 nov.  | riposa: Corigliano |                          |               | 27 feb.       |

| andata | andata          | 9ª giornata               | ritorno (22ª) | ritorno (22ª) |
|        |                 |                           |               |               |
| 6 nov. | 2-3             | Carlisport Cogianco-Lazio | 5-4           | 13 mar.       |
| 6 nov. | 7-1             | Latina-Corigliano         | 3-4           | 13 mar.       |
| 7 nov. | 0-6             | Cosenza-Asti              | 6-0           | 12 mar.       |
| 7 nov. | 4-1             | Kaos-Luparense            | 4-4           | 12 mar.       |
| 7 nov. | 1-2             | Montesilvano-Acqua&Sapone | 4-3           | 11 mar.       |
| 8 nov. | 6-4             | Real Rieti-Napoli         | 6-5           | 11 mar.       |
| 8 nov. | riposa: Pescara |                           |               | 11 mar.       |

| andata  | andata         | 10ª giornata                   | ritorno (23ª) | ritorno (23ª) |
|         |                |                                |               |               |
| 13 nov. | 3-6            | Napoli-Kaos                    | 2-4           | 25 mar.       |
| 14 nov. | 4-3            | Acqua&Sapone-Real Rieti        | 3-3           | 25 mar.       |
| 14 nov. | 3-4            | Asti-Montesilvano              | 2-1           | 26 mar.       |
| 14 nov. | 6-0            | Lazio-Cosenza                  | 0-6           | 26 mar.       |
| 15 nov. | 2-4            | Corigliano-Carlisport Cogianco | 1-6           | 26 mar.       |
| 17 nov. | 3-3            | Luparense-Pescara              | 3-2           | 25 mar.       |
| 17 nov. | riposa: Latina |                                |               | 25 mar.       |

| andata  | andata            | 11ª giornata               | ritorno (24ª) | ritorno (24ª) |
|         |                   |                            |               |               |
| 20 nov. | 4-4               | Real Rieti-Asti            | 3-9           | 2 apr.        |
| 21 nov. | 0-6               | Cosenza-Corigliano         | 6-0           | 2 apr.        |
| 21 nov. | 5-2               | Kaos-Acqua&Sapone          | 4-4           | 2 apr.        |
| 21 nov. | 8-2               | Montesilvano-Lazio         | 2-2           | 2 apr.        |
| 22 nov. | 3-5               | Carlisport Cogianco-Latina | 1-1           | 2 apr.        |
| 22 nov. | 6-1               | Pescara-Napoli             | 6-3           | 2 apr.        |
| 22 nov. | riposa: Luparense |                            |               | 2 apr.        |

| andata  | andata                      | 12ª giornata            | ritorno (25ª) | ritorno (25ª) |
|         |                             |                         |               |               |
| 27 nov. | 2-3                         | Acqua&Sapone-Pescara    | 3-3           | 5 apr.        |
| 28 nov. | 3-3                         | Asti-Kaos               | 1-1           | 5 apr.        |
| 28 nov. | 6-0                         | Latina-Cosenza          | 0-6           | 5 apr.        |
| 28 nov. | 4-4                         | Napoli-Luparense        | 4-6           | 5 apr.        |
| 29 nov. | 4-4                         | Corigliano-Montesilvano | 3-1           | 5 apr.        |
| 29 nov. | 2-5                         | Lazio-Real Rieti        | 4-4           | 5 apr.        |
| 29 nov. | riposa: Carlisport Cogianco |                         |               | 5 apr.        |

| \| andata \| andata \| 13ª giornata \| ritorno (26ª) \| ritorno (26ª) \| \| \| \| \| \| \| \| 2 dic. \| 3-4 \| Pescara-Asti \| 1-4 \| 15 apr. \| \| 2 dic. \| 0-6 \| Cosenza-Carlisport Cogianco \| 6-0 \| 16 apr. \| \| 2 dic. \| 2-3 \| Kaos-Lazio \| 10-0 \| 16 apr. \| \| 2 dic. \| 6-6 \| Luparense-Acqua&Sapone \| 4-2 \| 16 apr. \| \| 2 dic. \| 3-1 \| Montesilvano-Latina \| 3-3 \| 16 apr. \| \| 2 dic. \| 3-2 \| Real Rieti-Corigliano \| 7-3 \| 16 apr. \| \| 2 dic. \| riposa: Napoli \| \| \| 16 apr. \| |                |                             |               |               |
| andata | andata         | 13ª giornata                | ritorno (26ª) | ritorno (26ª) |
| |                |                             |               |               |
| 2 dic. | 3-4            | Pescara-Asti                | 1-4           | 15 apr.       |
| 2 dic. | 0-6            | Cosenza-Carlisport Cogianco | 6-0           | 16 apr.       |
| 2 dic. | 2-3            | Kaos-Lazio                  | 10-0          | 16 apr.       |
| 2 dic. | 6-6            | Luparense-Acqua&Sapone      | 4-2           | 16 apr.       |
| 2 dic. | 3-1            | Montesilvano-Latina         | 3-3           | 16 apr.       |
| 2 dic. | 3-2            | Real Rieti-Corigliano       | 7-3           | 16 apr.       |
| 2 dic. | riposa: Napoli |                             |               | 16 apr.       |

### Statistiche e record

#### Classifica marcatori
| Gol |  |  | Giocatore          | Squadra                    |
| --- |  |  | ------------------ | -------------------------- |
| 28  |  |  | Kaká               | Kaos                       |
| 28  |  |  | Márcio Zanchetta   | Real Rieti                 |
| 20  |  |  | Jonas              | Acqua e Sapone             |
| 19  |  |  | Arlan Pablo Vieira | Fabrizio (14) Cogianco (5) |
| 18  |  |  | Héctor Albadalejo  | Real Rieti                 |
| 18  |  |  | Andrei Bordignon   | Montesilvano               |
| 17  |  |  | Júlio De Oliveira  | Asti                       |
| 17  |  |  | Matías Rosa        | Montesilvano               |
| 16  |  |  | Maluko             | Real Rieti                 |
| 15  |  |  | Edgar Bertoni      | Asti                       |
| 15  |  |  | Jader Fornari      | Napoli                     |
| 15  |  |  | Lucas Maina        | Latina                     |

| Gol |  |  | Giocatore        | Squadra      |
| --- |  |  | ---------------- | ------------ |
| 15  |  |  | Waltinho         | Cogianco     |
| 14  |  |  | Manoel Crema     | Asti         |
| 14  |  |  | Alejandro Lemine | Fabrizio     |
| 13  |  |  | Rubén Cornejo    | Cogianco     |
| 12  |  |  | Chimanguinho     | Asti         |
| 12  |  |  | Pol Pacheco      | Lazio        |
| 12  |  |  | Giovani Pedotti  | Kaos         |
| 12  |  |  | Pedro Toro       | Napoli       |
| 11  |  |  | Borja Blanco     | Latina       |
| 11  |  |  | Cristian Borruto | Pescara      |
| 11  |  |  | André Ferreira   | Montesilvano |
| 11  |  |  | Pablo Taborda    | Luparense    |

#### Capolista solitarie
- Dalla 2ª alla 3ª giornata: Asti
- Dalla 4ª alla 5ª giornata: Corigliano
- Dalla 7ª alla 11ª giornata: Carlisport Cogianco
- Dalla 11ª alla 15ª giornata: Montesilvano
- Dalla 15ª alla 16ª giornata: Real Rieti
- Dalla 16ª alla 21ª giornata: Pescara
- Dalla 23ª alla 26ª giornata: Asti

#### Record
- Maggior numero di vittorie: Asti (13)
- Minor numero di vittorie: Lazio, Napoli (3)
- Maggior numero di pareggi: Asti (8)
- Minor numero di pareggi: Latina (3)
- Maggior numero di sconfitte: Napoli (15)
- Minor numero di sconfitte: Asti (1)
- Miglior attacco: Asti (96)
- Peggior attacco: Lazio (50)
- Miglior difesa: Pescara (56)
- Peggior difesa: Corigliano (112)
- Miglior differenza reti: Asti (+35)
- Peggior differenza reti: Corigliano (-43)
- Miglior serie positiva: Asti (14)
- Maggior numero di vittorie consecutive: Asti (10)
- Maggior numero di sconfitte consecutive: Corigliano (8)
- Partita con maggiore scarto di gol: Lazio-Kaos 0-10 (10)
- Partita con più reti: Latina-Real Rieti, Napoli-Asti 6-10 (16)
- Maggior numero di reti in una giornata: 14ª (53 - 6 partite), 18ª e 22ª (42 - 5 partite)
- Minor numero di reti in una giornata: 1ª (52 - 6 partite), 15ª (25 - 5 partite)

## Play-off

### Regolamento
Gli incontri dei quarti di finale e delle semifinali sono a eliminazione diretta con gare di andata e ritorno. Gli incontri di ritorno saranno effettuati in casa delle squadre meglio classificate al termine della "stagione regolare". Al termine degli incontri saranno dichiarate vincenti le squadre, che nelle due partite di andata e di ritorno, avranno ottenuto il maggior punteggio. In caso di parità di punti tra le due squadre al termine delle due gare, indipendentemente dalla differenza reti, si disputerà una terza gara di spareggio da giocarsi sempre sul campo della migliore classificata al termine della stagione regolare. In caso di parità al termine della terza gara si giocheranno due tempi supplementari di 5 minuti ciascuno. Qualora anche al termine di questi le squadre fossero in parità sarà considerata vincente la squadra in migliore posizione di classifica al termine della "stagione regolare". La finale si disputerà al meglio delle cinque gare secondo l'ordine di seguito evidenziato: 1ª gara in casa della squadra meglio classificata al termine della "stagione regolare"; 2ª e 3ª gara in casa della squadra peggio classificata al termine della “stagione regolare”; 4^ (eventuale) e 5ª gara (eventuale) in casa della squadra meglio classificata al termine della "stagione regolare". Al termine degli incontri saranno dichiarate vincenti le squadre, che avranno ottenuto il maggior punteggio. In caso di parità al termine della prima gara, della seconda gara, della terza gara e della eventuale quarta gara, si procederà direttamente all'effettuazione dei tiri di rigore. In caso di parità al termine della (eventuale) quinta gara si giocheranno due tempi supplementari di 5 minuti ciascuno. Qualora anche al termine di questi le squadre fossero in parità si procederà all'effettuazione dei tiri di rigore.

### Tabellone
|  | Quarti di finale | Quarti di finale | Quarti di finale | Quarti di finale | Quarti di finale |      |              | Semifinali     | Semifinali | Semifinali | Semifinali | Semifinali |  |  | Finale | Finale | Finale | Finale | Finale | Finale | Finale |
|  |                  |                  |                  |                  |                  |      |              |                |            |            |            |            |  |  |        |        |        |        |        |        |        |
|  | 5                | Acqua e Sapone   | 1                | 5                | -                |      |              |                |            |            |            |            |  |  |        |        |        |        |        |        |        |
|  | 4                | Kaos             | 1                | 2                | -                |      |              |                |            |            |            |            |  |  |        |        |        |        |        |        |        |
|  | 4                | Kaos             | 1                | 2                | -                |      | 5            | Acqua e Sapone | 4          | 2          | 1          |            |  |  |        |        |        |        |        |        |        |
|  |                  |                  |                  |                  |                  |      | 5            | Acqua e Sapone | 4          | 2          | 1          |            |  |  |        |        |        |        |        |        |        |
|  |                  | 1                | Asti             | 2                | 4                | 2    |              |                |            |            |            |            |  |  |        |        |        |        |        |        |        |
|  | 8                | 1                | Asti             | 2                | 4                | 2    | Cogianco     | 6              | 0          | 3          |            |            |  |  |        |        |        |        |        |        |        |
|  | 8                |                  |                  |                  |                  |      | Cogianco     | 6              | 0          | 3          |            |            |  |  |        |        |        |        |        |        |        |
|  | 1                | Asti             | 4                | 5                | 3(dts)           |      |              |                |            |            |            |            |  |  |        |        |        |        |        |        |        |
|  |                  |                  |                  |                  |                  |      |              |                |            |            |            |            |  |  | 1      | Asti   | 1      | 1(3)   | 3      | 4(3)   | -      |
|  |                  |                  | 3                | Real Rieti       | 2                | 1(2) | 2            | 4(2)           | -          |            |            |            |  |  |        |        |        |        |        |        |        |
|  | 7                | Luparense        | 5                | 1                | 4                |      |              |                |            |            |            |            |  |  |        |        |        |        |        |        |        |
|  | 2                | Pescara          | 4                | 6                | 3                |      |              |                |            |            |            |            |  |  |        |        |        |        |        |        |        |
|  | 2                | Pescara          | 4                | 6                | 3                |      | 7            | Luparense      | 5          | 3          | 2          |            |  |  |        |        |        |        |        |        |        |
|  |                  |                  |                  |                  |                  |      | 7            | Luparense      | 5          | 3          | 2          |            |  |  |        |        |        |        |        |        |        |
|  |                  | 3                | Real Rieti       | 2                | 4                | 4    |              |                |            |            |            |            |  |  |        |        |        |        |        |        |        |
|  | 6                | 3                | Real Rieti       | 2                | 4                | 4    | Montesilvano | 2              | 5          | -          |            |            |  |  |        |        |        |        |        |        |        |
|  | 6                |                  |                  |                  |                  |      | Montesilvano | 2              | 5          | -          |            |            |  |  |        |        |        |        |        |        |        |
|  | 3                | Real Rieti       | 7                | 5                | -                |      |              |                |            |            |            |            |  |  |        |        |        |        |        |        |        |

### Risultati

#### Quarti di finale

##### Gara 1
| Arbitri: | Dario Pezzuto (Lecce) Luca Mario Vannucchi (Prato) Daniele Ferretti (Roma 1) |
| Crono:   | Alex Iannuzzi (Roma 1)                                                       |

|                                                                                                   |           |                                                                    |
| De Luca 6'54'’ (aut.) Bocão 23'34'’ (aut.) Waltinho 26'06'’, 28'19'’ Rubén 32'22'’ Vieira 38'01'’ | Marcatori | 28'36'’ De Oliveira 31'29'’ Ramon 33'32'’ Nora 38'35'’ De Oliveira |

| Arbitri: | Filippo Vidotto (San Donà di Piave) Giovanni Zannola (Ostia Lido) Lorenzo Di Guilmi (Vasto) |
| Crono:   | Matteo Ariasi (Pescara)                                                                     |

|                   |           |                  |
| Schiochet 36'53'’ | Marcatori | 10'50'’ Vinícius |

| Arbitri: | Francesco Cirillo (Rovereto) Andrea Sabatini (Bologna) Francesco Scarpelli (Padova) |
| Crono:   | Calogero Castellino (Treviso)                                                       |

|                                                                       |           |                                                            |
| Honorio 2'51'’ Leitão 5'37'’, 21'56'’ Taborda 19'21'’ Giasson 38'17'’ | Marcatori | 24'33'’ Lara 29'20'’ Betão 32'42'’ Ercolessi 35'48'’ Salas |

| Arbitri: | Mauro Albertini (Ascoli Piceno) Alberto Vantini (Verona) Marco Di Filippo (Teramo) |
| Crono:   | Dario Di Nicola (Pescara)                                                          |

|                                     |           |                                                                                       |
| A. Bordignon 23'09'’ Burato 30'26'’ | Marcatori | 7'09'’ Rafinha 16'02'’, 34'08'’ Ghiotti 19'52'’, 35'34'’ Saùl 28'02'’, 35'46'’ Héctor |

##### Gara 2
| Arbitri: | Gennaro Luca De Falco (Catanzaro) Rocco Morabito (Vercelli) Ricardo Davì (Bologna) |
| Crono:   | Nicola Zanna (Ferrara)                                                             |

|                                      |           |                                                                      |
| Tuli 9'12'’ Mammarella 9'20'’ (aut.) | Marcatori | 4'09'’, 37'12'’ Burrito 17'51'’ (t.l.) Jonas 27'30'’, 36'46'’ Murilo |

| Arbitri: | Ettore Quarti (Imperia) Vincenzo Francese (Battipaglia) Carlo Adilardi (Collegno) |
| Crono:   | Chiara Perona (Biella)                                                            |

|                                                                             |           |  |
| Crema 14'34'’, 27'13'’ Rubén 18'56'’ (aut.) E. Bertoni 36'46'’ Nora 38'09'’ | Marcatori |  |

| Arbitri: | Luca Rutigliano (Bari) Alessandro Maggiore (Bologna) Lorenzo Di Guilmi (Vasto) |
| Crono:   | Massimiliano Palombi (Avezzano)                                                |

|                                                                                                 |           |                 |
| Caputo 6'08'’ Leggiero 14'59'’ Grêllo 16'18'’, 23'40'’ Cuzzolino 17'24'’ (rig.) Rogério 19'28'’ | Marcatori | 16'50'’ Bissoni |

| Arbitri: | Carmelo Loddo (Reggio Calabria) Stefano Mezzadri (Parma) Luca Di Stefano (Albano Laziale) |
| Crono:   | Carmelo Papotto (Roma 1)                                                                  |

|                                                                      |           |                                                                                      |
| Héctor 2'42'’ 8'20'’ (rig.) Zanchetta 12'59'’ 18'23'’ (t.l.) 39'59'’ | Marcatori | 10'23'’ Burato 12'36'’ Hozjan 36'24'’ Morgado 37'18'’ (aut.) Héctor 38'46'’ Francini |

##### Gara 3
| Arbitri: | Francesco Bertini (Empoli) Michele Bensi (Grosseto) Simone Ballario (Torino) |
| Crono:   | Claudio Costa (Collegno)                                                     |

|                                               |           |                                               |
| De Oliveira 4'29'’ Ramon 24'35'’ Nora 41'36'’ | Marcatori | 31'48'’ Rubén 12'36'’ Luizinho 46'44'’ Vieira |

| Arbitri: | Mario Filippini (Roma 1) Nicola Zanna (Ferrara) Leonardo Gaetani (San Benedetto del Tronto) |
| Crono:   | Pierluigi Tomassetti (Ascoli Piceno)                                                        |

|                                              |           |                                                                    |
| Rescia 11'25'’ Betão 23'11'’ Rogério 37'35'’ | Marcatori | 0'38'’ Honorio 2'37'’ Giasson 35'44'’ (t.l.) Foglia 37'16'’ Leitão |

#### Semifinali

##### Gara 1
| Arbitri: | Daniele Di Resta (Roma 2) Daniele Ferretti (Roma 1) Antonino Tupone (Lanciano) |
| Crono:   | Luca Moscone (L'Aquila)                                                        |

|                                                       |           |                                  |
| Paulinho 4'40'’ Burrito 6'50'’, 38'44'’ Jonas 19'56'’ | Marcatori | 15'16'’ Ramon 26'48'’ E. Bertoni |

| Arbitri: | Nicola Manzione (Salerno) Lorenzo Cursi (Jesi) Giulio Colombin (Bassano del Grappa) |
| Crono:   | Biagio Carbone (Mestre)                                                             |

|                                                                 |           |                                |
| Foglia 13'07'’, 20'23'’ Bissoni 30'43'’, 34'35'’ Leitão 35'09'’ | Marcatori | 3'54'’ Zanchetta 5'28'’ Maluko |

##### Gara 2
| Arbitri: | Angelo Galante (Ancona) Vincenzo Giannantonio (Campobasso) Daniele Fratangeli (Frosinone) |
| Crono:   | Alessandro Ribaudo (Frosinone)                                                            |

|                                                      |           |                                              |
| Rafinha 3'47'’, 22'21'’ Ghiotti 11'05'’ Saùl 19'36'’ | Marcatori | 19'06'’ Foglia 21'23'’ Moura 36'27'’ Honorio |

| Arbitri: | Alessandro Malfer (Rovereto) Giuseppe Parente (Como) Stefano Mezzadri (Parma) |
| Crono:   | Davide Iacovelli (Chivasso)                                                   |

|                                                                |           |                                   |
| Crema 26'59'’, 27'40'’ Chimanguinho 36'54'’ E. Bertoni 39'48'’ | Marcatori | 24'31'’ Mimi 38'20'’ (t.l.) Jonas |

##### Gara 3
| Arbitri: | Giuseppe Di Gregorio (Enna) Marco Delpiano (Cagliari) Rocco Morabito (Vercelli) |
| Crono:   | Stefano Pasquino (Nichelino)                                                    |

|                                   |           |               |
| Nora 19'26'’ Chimanguinho 31'56'’ | Marcatori | 35'34'’ Jonas |

| Arbitri: | Francesco Peroni (Città di Castello) Ferruccio Prisma (Crotone) Daniele Intoppa (Roma 2) |
| Crono:   | Simone Micciulla (Roma 2)                                                                |

|                                                             |           |                                  |
| Corsini 5'28'’ Zanchetta 9'22'’ Saùl 27'10'’ Héctor 39'28'’ | Marcatori | 26'14'’ Ique 32'59'’ (aut.) Saùl |

#### Finale

##### Gara 1
| Arbitri: | Mauro Albertini (Ascoli Piceno) Luca Rutigliano (Bari) Andrea Sabatini (Bologna) |
| Crono:   | Riccardo Davì (Bologna)                                                          |

|                |           |                                  |
| Romano 28'31'’ | Marcatori | 21'55'’ Héctor 37'22'’ Zanchetta |

##### Gara 2
| Arbitri: | Vincenzo Francese (Battipaglia) Ettore Quarti (Imperia) Filippo Vidotto (San Donà di Piave) |
| Crono:   | Alessandro Ribaudo (Frosinone)                                                              |

|                     |                      |                               |
| Héctor 39'55'’      | Marcatori            | 25'06'’ Duarte                |
| Héctor Rafinha Saùl | Tiri di rigore 1 – 2 | De Oliveira E. Bertoni Duarte |

##### Gara 3
| Arbitri: | Marco Delpiano (Cagliari) Giuseppe Di Gregorio (Enna) Daniele Di Resta (Roma 2) |
| Crono:   | Massimo Tiberio (Teramo)                                                        |

|                                |           |                                                |
| Ghiotti 12'06'’ Héctor 25'54'’ | Marcatori | 13'17'’ Nora 28'23'’ Romano 36'03'’ E. Bertoni |

##### Gara 4
| Arbitri: | Alessandro Malfer (Rovereto) Francesco Peroni (Città di Castello) Giuseppe Parente (Como) |
| Crono:   | Rocco Morabito (Vercelli)                                                                 |

|                                                                            |                      |                                                          |
| De Oliveira 6'57'’ De Luca 13'53'’ Chimanguinho 30'39'’ E. Bertoni 35'55'’ | Marcatori            | 00'45'’, 36'10'’ 39'14'’ (t.l.) Zanchetta 39'29'’ Héctor |
| E. Bertoni Romano Ramon                                                    | Tiri di rigore 3 – 2 | Zanchetta Jeffe Héctor                                   |

### Classifica marcatori play-off
| Gol |  |  | Giocatore         | Squadra        |
| --- |  |  | ----------------- | -------------- |
| 9   |  |  | Héctor Albadalejo | Real Rieti     |
| 9   |  |  | Márcio Zanchetta  | Real Rieti     |
| 5   |  |  | Edgar Bertoni     | Asti           |
| 4   |  |  | Manoel Crema      | Asti           |
| 4   |  |  | Júlio De Oliveira | Asti           |
| 4   |  |  | Adriano Foglia    | Luparense      |
| 4   |  |  | Alexandre Ghiotti | Real Rieti     |
| 4   |  |  | Jonas             | Acqua e Sapone |
| 4   |  |  | Fernando Leitão   | Luparense      |
| 4   |  |  | Patrick Nora      | Asti           |
| 4   |  |  | Saúl Olmo         | Real Rieti     |
| 4   |  |  | Burrito           | Acqua e Sapone |
| 3   |  |  | Thiago Bissoni    | Luparense      |
| 3   |  |  | Chimanguinho      | Asti           |

| Gol |  |  | Giocatore          | Squadra        |
| --- |  |  | ------------------ | -------------- |
| 3   |  |  | Humberto Honorio   | Luparense      |
| 3   |  |  | Rafinha            | Real Rieti     |
| 3   |  |  | Ramon              | Asti           |
| 2   |  |  | Betão              | Pescara        |
| 2   |  |  | Diego Burato       | Montesilvano   |
| 2   |  |  | Rubén Cornejo      | Cogianco       |
| 2   |  |  | Murilo Ferreira    | Acqua e Sapone |
| 2   |  |  | Daniel Giasson     | Luparense      |
| 2   |  |  | Grêllo             | Pescara        |
| 2   |  |  | Rogério            | Pescara        |
| 2   |  |  | Sergio Romano      | Asti           |
| 2   |  |  | Arlan Pablo Vieira | Cogianco       |
| 2   |  |  | Waltinho           | Cogianco       |

## Play-out

### Formula
Le squadre che hanno concluso il campionato alla decima e all'undicesima posizione si affronteranno in un doppio spareggio (andata e ritorno, la prima partita verrà giocata in casa dell'ultima classificata) per determinare l'unica squadra a retrocedere in Serie A2. Al termine degli incontri sarà dichiarata vincente la squadra che nelle due partite (di andata e di ritorno) avrà ottenuto il maggior punteggio ovvero a parità di punteggio la squadra che avrà realizzato il maggior numero di reti. Nel caso di parità gli arbitri della gara di ritorno faranno disputare due tempi supplementari di 5 minuti ciascuno. Qualora anche al termine di questi le squadre fossero in parità sarà considerata vincente la squadra in migliore posizione di classifica al termine della stagione regolare.

### Risultati

#### Andata
| Arbitri: | Vincenzo Giannantonio (Campobasso) Francesco Peroni (Città di Castello) Francesco Miranda (Castellammare di Stabia) |
| Crono:   | Antonio Marino (Agropoli)                                                                                           |

|                                                                     |           |                                                   |
| Fornari 12'18'’ 29'24'’ (t.l.) 38'35'’ De Bail 33'07'’ Bolo 38'12'’ | Marcatori | 2'56'’ Pacheco 20'41'’ Nardacchione 33'43'’ Perri |

#### Ritorno
| Arbitri: | Alessandro Malfer (Rovereto) Ferruccio Prisma (Crotone) Massimo Tariciotti (Ciampino) |
| Crono:   | Daniele Di Resta (Roma 2)                                                             |

|                 |           |                                                                        |
| Juninho 14'50'’ | Marcatori | 7'57'’ Bolo 27'39'’ Milucci 30'34'’ De Bail 31'54'’, 34'32'’ Rodríguez |

## Supercoppa italiana
La diciottesima edizione della Supercoppa, nota come Supercoppa Italiana Agla per ragioni di sponsorizzazione, ha opposto i campioni d'Italia del Pescara e i detentori della Coppa Italia dell'Asti. L'incontro si è disputato sabato 12 settembre presso il PalaRigopiano di Pescara ed è stato trasmesso in diretta su Rai Sport 2.
| Arbitri: | Francesco Peroni (Città di Castello) Francesco Cirillo (Rovereto) Antonino Tupone (Lanciano) |
| Crono:   | Matteo Ariasi (Pescara)                                                                      |

| |            | |
| Bocão 2'28'’ (aut.) Nicolodi 5'41'’ Rogério 20'50'’, 34'11'’ Canal 23'48'’ Ercolessi 28'33'’ Cuzzolino 35'42'’ (t.l.)                                                                                               | Marcatori  | 3'48'’, 6'01'’ Nora 36'51'’ Chimanguinho 38'31'’ Torrás |
| · Antonio Capuozzo · Ricardo Caputo · Maximiliano Rescia · Rogério · Mauro Canal · Marco Ercolessi · Luca Leggiero · Javier Adolfo Salas · Leandro Cuzzolino · Douglas Nicolodi · Matías Lara · Lorenzo Pietrangelo | Formazioni | · Mirco Casassa · Jordi Torrás · Chimanguinho · Bocão · Edgar Bertoni · Sergio Romano · Filipe Follador · Massimo De Luca · Vinícius Duarte · Júlio De Oliveira · Patrick Nora · Federico Zanchetta |
| Fulvio Colini | Allenatori | Cafu |

## Copertura televisiva
Come già avvenuto nelle passate stagioni, Rai Sport trasmetterà le partite di Serie A in diretta ed in esclusiva, proponendo settimanalmente una gara del sabato e un posticipo alla domenica, attraverso i canali Rai Sport 1 e Rai Sport 2, trasmettendo integralmente o in differita come di consueto anche la finale della Supercoppa Italiana, la final eight della Coppa Italia e le sfide più interessanti degli incontri dei play-off, sino alle finali comprese.